# Lycaena rufescens
Lycaena rufescens är en fjärilsart som beskrevs av Jean Baptiste Boisduval 1869. Lycaena rufescens ingår i släktet Lycaena och familjen juvelvingar. Inga underarter finns listade i Catalogue of Life.